# MSN Mobile
MSN Mobile is een platform dat mobiele informatie- en communicatieservices biedt voor mobiele telefoons en pda's ontwikkeld door Microsoft als onderdeel van de MSN- en Windows Live-services. Vele MSN-websites kunnen direct bezocht worden vanaf mobiele apparaten.
MSN Mobile is het resultaat van twee mobiel gefocuste groepen binnen de onlineservicesdivisie van Microsoft. De oudste groep, genaamd Windows Live Mobile, levert in de eerste plaats sms- en WAP-gebaseerde diensten. De nieuwere groep, MSN Mobile, startte in augustus 2006 en focust op het brengen van MSN-premium en andere user-generated content naar mobiele apparaten via zowel mobiel browsen als clientapplicaties.

## Functies

### Mobiel browsen
Mobiel browsen staat gebruikers toe om MSN-inhoud en services geoptimaliseerd voor hun mobiele apparaten te bekijken. Gebruikers kunnen:
- MSNBC-nieuws bekijken
- Sportscores en nieuwsberichten van Fox Sports bekijken
- Het laatste MSN-nieuws lezen
- Video's bekijken van de MSN Video service
- Films vinden in de buurt en wanneer deze speelt in de cinema
- Weerbericht opvragen
- De dagelijkse horoscoop bekijken
- Chatten met online contactpersonen van Windows Live Messenger
- Routebeschrijvingen opzoeken
- Opzoekwerk verrichten
- Antwoorden krijgen op vragen

### Mobiele applicatie
De MSN Mobile client wordt meegeleverd op veel nieuwere pda's en mobiele telefoons. Sommige maatschappijen rekenen een premie aan voor deze dienst. De client-software biedt meestal IM en e-mailtoegang, sommige versies kennen ook ondersteuning voor chatrooms.